# Правительство Сербии (2008)
Правительство Сербии (серб. Влада Србије), избранное в 2008 году и функционировавшее до 2011 года, когда были сделаны перестановки в нём.
Правительство состояло из председателя, заместителей председателя Правительства и министров. В правительстве было четыре заместителя и 25 министров. Состав Правительства был сформирован коалицией из Демократической партии (ДС), Г17+, Социалистической партии Сербии (СПС) и партиями меньшинств. Кабинет министров Мирко Цветковича получил одобрение в Скупщине Сербии (127 голосов из 250).

## Состав
| Фото | Фамилия, имя               | Должность                                                                          | Назначение  | Отставка      | Партия                                 |
| ---- | -------------------------- | ---------------------------------------------------------------------------------- | ----------- | ------------- | -------------------------------------- |
|      | Мирко Цветкович            | премьер-министр                                                                    | 7 июля 2008 | 14 марта 2011 | беспартийный                           |
|      | Ивица Дачич                | первый заместитель председателя Правительства, министр внутренних дел              | 7 июля 2008 | 14 марта 2011 | Социалистическая партия Сербии         |
|      | Божидар Джелич             | заместитель председателя Правительства, министр науки и технологического развития  | 7 июля 2008 | 14 марта 2011 | Демократическая партия                 |
|      | Младжан Динкич             | заместитель председателя Правительства, министр экономики и регионального развития | 7 июля 2008 | 14 марта 2011 | Г17+                                   |
|      | Йован Кркобабич            | заместитель председателя Правительства                                             | 7 июля 2008 | 14 марта 2011 | Партия объединенных пенсионеров Сербии |
|      | Вук Еремич                 | министр иностранных дел                                                            | 7 июля 2008 | 14 марта 2011 | Демократическая партия                 |
|      | Драган Шутановац           | министр обороны                                                                    | 7 июля 2008 | 14 марта 2011 | Демократическая партия                 |
|      | Петар Шкундрич             | министр энергетики и добываемых ресурсов                                           | 7 июля 2008 | 14 марта 2011 | Социалистическая партия Сербии         |
|      | Милутин Мрконич            | министр инфраструктуры                                                             | 7 июля 2008 | 14 марта 2011 | Социалистическая партия Сербии         |
|      | Горан Богданович           | министр по делам Косово и Метохии                                                  | 7 июля 2008 | 14 марта 2011 | Демократическая партия                 |
|      | Диана Драгутинович         | министр финансов                                                                   | 7 июля 2008 | 14 марта 2011 | Демократическая партия                 |
|      | Расим Ляич                 | министр труда и социальной политики                                                | 7 июля 2008 | 14 марта 2011 | Санджакская демократическая партия     |
|      | Небойша Брадич             | министр культуры                                                                   | 7 июля 2008 | 14 марта 2011 | Г17+                                   |
|      | Ясна Матич                 | министр телекоммуникаций и информационного общества                                | 7 июля 2008 | 14 марта 2011 | Г17+                                   |
|      | Оливер Дулич               | министр окружающей среды и территориального планирования                           | 7 июля 2008 | 14 марта 2011 | Демократическая партия                 |
|      | Светозар Чиплич            | министр по правам человека и меньшинств                                            | 7 июля 2008 | 14 марта 2011 | Демократическая партия                 |
|      | Жарко Обрадович            | министр просвещения                                                                | 7 июля 2008 | 14 марта 2011 | Социалистическая партия Сербии         |
|      | Милан Маркович             | министр государственного управления и местного самоуправления                      | 7 июля 2008 | 14 марта 2011 | Демократическая партия                 |
|      | Слободан Милосавлевич      | министр торговли и деловых связей                                                  | 7 июля 2008 | 14 марта 2011 | Демократическая партия                 |
|      | Боголюб Шиякович           | министр по делам религии                                                           | 7 июля 2008 | 14 марта 2011 | Демократическая партия                 |
|      | Саша Драгин                | министр сельского, лесного и водного хозяйства                                     | 7 июля 2008 | 14 марта 2011 | Демократическая партия                 |
|      | Томица Милосавлевич        | министр здравоохранения                                                            | 7 июля 2008 | 14 марта 2011 | Г17+                                   |
|      | Снежана Малович            | министр юстиции                                                                    | 7 июля 2008 | 14 марта 2011 | Демократическая партия                 |
|      | Снежана Самарджич-Маркович | министр по молодежи и спорту                                                       | 7 июля 2008 | 14 марта 2011 | Г17+                                   |
|      | Верица Каланович           | министр национальных инвестиций                                                    | 7 июля 2008 | 14 марта 2011 | Г17+                                   |
|      | Срджан Сречкович           | министр по делам диаспоры                                                          | 7 июля 2008 | 14 марта 2011 | Сербское движение обновления           |
|      | Сулейман Углянин           | министр без портфеля                                                               | 7 июля 2008 | 14 марта 2011 | Партия демократического действия       |